# Plomodiern
Plomodiern är en kommun i departementet Finistère i regionen Bretagne i västra Frankrike. Kommunen ligger i kantonen Châteaulin som tillhör arrondissementet Châteaulin. År 2022 hade Plomodiern 2 254 invånare.

## Befolkningsutveckling
Antalet invånare i kommunen Plomodiern
Referens:INSEE